# Goniothalamus trunciflorus
Goniothalamus trunciflorus este o specie de plante din genul Goniothalamus, familia Annonaceae, descrisă de Elmer Drew Merrill. Conform Catalogue of Life specia Goniothalamus trunciflorus nu are subspecii cunoscute.